# Casiguran (Aurora)
Casiguran es un municipio filipino de segunda categoría, situado en la isla de Luzón. Forma parte de la provincia de Aurora situada en la Región Administrativa de Luzón Central.

## Geografía
Municipio situado en el norte de la provincia,  121 kilómetros  al noreste de Baler, la capital provincial.
Su término linda al nordeste con el municipio de  Dilasag; al suroeste con el de  Dinalungán; al noroeste con el municipio de Maddela en la provincia de Quirino; y al sureste con el Océano Pacífico.

"...Confina por E. con el mar; por S. con el de Baler ; por 0. con la gran cordillera de Sierra-Madre, donde se conservan todavía algunas rancherías de ilongotes é italones ; y por N. con los fragosos desprendimientos,de la misma cordillera..."
Buzeta y Bravo, Tomo II, página SAP 424 SR.

### Barangayes
El municipio de Casiguran se divide, a los efectos administrativos, en 24 barangayes o barrios, conforme a la siguiente relación:
| - Barangay 1 (Población) - Barangay 2 (Población) - Barangay 3 (Población) - Barangay 4 (Población) | - Barangay 5 (Población) - Barangay 6 (Población) - Barangay 7 (Población) - Barangay 8 (Población) | - Calabgán - Calangcuasán - Calantas - Culat - Dibet - Esperanza - Lual - Marikit | - Tabas - Tinib - Bianuán - Cozo - Dibacong - Ditinagyán - Esteves - San Ildefonso |  |

### Demografía
A mediados del siglo XIX, año de 1845, Casiguran contaba con 1.150 almas, de las cuales 262 ½ contribuían con 2,025 reales de  plata, equivalentes á 6.562 ½ reales de vellón.

## Economía
Casiguran es el municipio más urbanizado de entre los situados en el norte de la provincia de Aurora. Cuenta con un hospital público y una pista de aterrizaje privada.

## Historia
Casiguran proviene de la palabra kaseguruhan, que en filipino significa "seguridad", en el refugio para barcos de vela durante la tormenta.
Los primeros pobladores fueron  Dumagats (Casiguran Dumagat language) y Aetas, más tarde llegaron inmigrantes de otras zonas del Archipiélago que hablaban diferentes dialectos como Ilocano, lenguas bisayas, Bicolano, Pampango, Gaddang, Itawes y Ibanag.
Un lenguaje Kasiguranin evolucionó a partir de estos dialectos.

### Administración española
Este territorio costero fue explorado por Juan de Salcedo en tiempos del primer gobernador de Filipinas, Miguel López de Legaspi. Fue entre los años 1571 y 1572 cuando recoore los lugares de Contracosta,  Casiguran, Baler y La Infanta.
En 1591 fue creada la provincia de Kalilayán que más tarde pasaría a denominarse sucesivamente Tayabas y Quezón en 1946.
Casiguran fue fundado por los misioneros católicos españoles el 13 de junio de 1609. En 1658, y debido a la falta de efectivos, los franciscanos cedieron la administración eclesiástica a los agustinos recoletos. En 1703, los franciscanos volvieron a hacerse cargo de la zona, estableciendo nuevas misiones en Dipaculao, en 1719, y en Casiguran, en 1753.
A mediados del siglo XIX Casiguran pertenecía a la provincia de Nueva Écija:

"...CASIGURAN; pueblo con cura y gobernadorcillo, de la isla de Luzón, provincia de Nueva Écija, diócesis del arzobispado de Manila..."

"...se halla SIT. en los 125° 9' long., 16° 6' 50" lat., en la costa , sobre un buen seno á que da nombre, y á la orilla derecha de un r., que desagua en este seno;..." 
"...está bien defendido de los vendavales,y su CLIMA es templado y saludable...."
"...Tiene como unas 197 casas , en general de sencilla construcción, distinguiéndose entre ellas la casa parroquial y la llamada tribunal ó de comunidad, que son de mejor fábrica; hay escuela de primeras letras dotada de los fondos del común, á la que concurren varios alumnos; é igl. parr. servida por un cura regular...."
Buzeta y Bravo, Tomo I, página CAS CAS SR

El Distrito de El Príncipe fue creado en 1856 por segregación de la provincia de Nueva Écija de los territorios situados entre la Sierra Madre y el océano, donde se encontraban tanto  Baler como Casiguran.

### Ocupación estadounidense
Más tarde pasa a formar parte de la provincia de Nueva Vizcaya y a principios del siglo XX de la  de Tayabas, que  se extendió hacia el norte.

### Independencia
Finalizada la ocupación estadounidense de Filipinas en 1946, Aurora aún formaba parte de la provincia de Tayabas, hoy provincia de Quezón. Casiguran era el municipio más septentrional lindando al norte con provincia de Isabela; al oeste con la provincia de Quirino; y al sureste con el barrio Dinadiawan, límite entre Baler y Casiguran.
En 1959 el barrio de Dilasag se convierte en municipio.
En 1966, el barrio de Dinalungán se convierte en municipio.

## Terremoto
El 2 de agosto de 1968 se produjo un terremoto de magnitud 7.3 de la escala de Richter. Su epicentro se entraba en Casiguran.